# Theme from Mahogany (Do You Know Where You’re Going To)
«Theme from Mahogany (Do You Know Where You’re Going To)» — песня, написанная Майклом Массером и Джерри Гоффином. Впервые была записана в 1973 году американской певицей Тельмой Хьюстон, но особую популярность песне принесло исполнение Дайаной Росс для фильма «Красное дерево» в 1975 году.
Песня в исполнении Росс заняла первое место в чартах Billboard Hot 100 и Adult Contemporary, а также была номинирована на премию «Оскар» как лучшая песня к фильму.

## Позиции в хит-парадах

### Еженедельные чарты
| Хит-парад (1975–1976)                 | Высшая позиция |
| ------------------------------------- | -------------- |
| Австралия (Kent Music Report)         | 38             |
| Бельгия/Фландрия (Ultratop 50)        | 14             |
| Бельгия/Валлония (Ultratop 50)        | 33             |
| Канада (RPM Top Singles)              | 4              |
| Канада (RPM Adult Contemporary)       | 3              |
| Ирландия (IRMA)                       | 2              |
| Италия (Musica e dischi)              | 22             |
| Нидерланды (Single Top 100)           | 4              |
| Нидерланды (Dutch Top 40)             | 4              |
| Новая Зеландия (Recorded Music NZ)    | 19             |
| Великобритания (OCC UK Singles)       | 5              |
| США (Billboard Hot 100)               | 1              |
| США (Billboard Hot R&B/Hip-Hop Songs) | 14             |
| США (Billboard Adult Contemporary)    | 1              |
| США (Cash Box Top 100)                | 1              |

### Годовые чарты
| Хит-парад (1976)                  | Позиция |
| --------------------------------- | ------- |
| Великобритания (UK Singles Chart) | 73      |
| Канада (RPM Year-End)             | 56      |
| Италия (Musica e dischi)          | 96      |
| Нидерланды (Dutch Top 40)         | 53      |
| Нидерланды (Single Top 100)       | 53      |
| США (Billboard Hot 100)           | 43      |
| США (Billboard Easy Listening)    | 29      |
| США (Cash Box Top 100)            | 51      |